# Johann Friedrich Dieterich

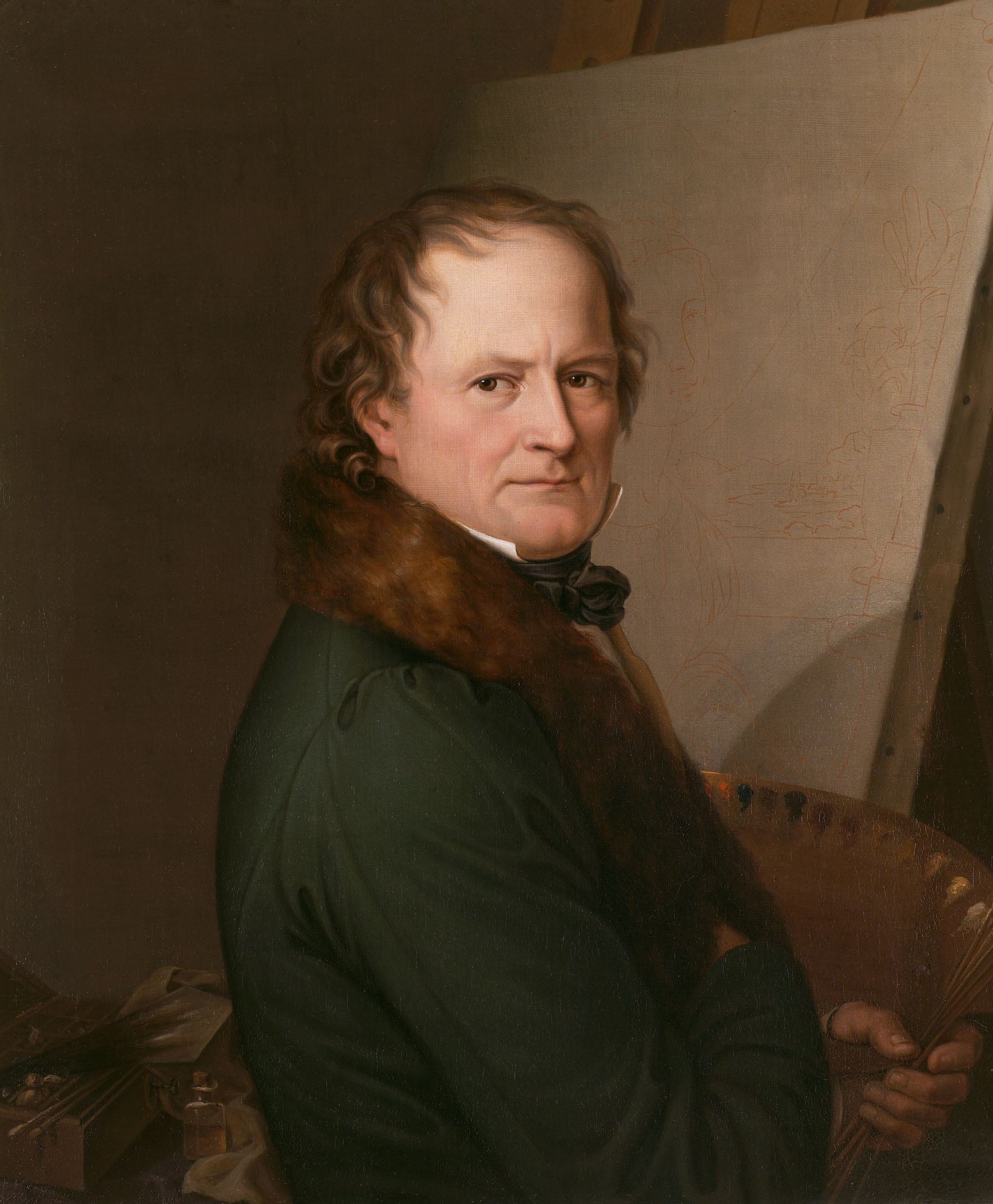
Johann Friedrich Dieterich, självporträtt 1835.

Johann Friedrich Dieterich, född den 21 september 1787 i Biberach an der Riss, död den 17 januari 1846, var en tysk konstnär.
Dietrich, som var verksam som målare och grafiker, tillhörde nasarenerna. Hans arbeten, som återspeglar känslodjup och fint skönhetssinne, präglas av klar, logisk komposition och elegant teckning. Dieterich utförde en stor mängd monumentalmålningar för kyrkor och kungliga slott i Württemberg. Som professor vid Stuttgarts konstskola utövade han stort inflytande på landets konstodling.